# П'ять статей
П'ять пертських статей (англ. Five Articles of Perth) — законопроєкт, запропонований королем Англії та Шотландії Яковом I (VI) у 1617 році, що вводив елементи англіканського богослужіння до шотландської пресвітеріанської церкви. Введення цього закону стало однією з причин національного повстання у Шотландії у 1638 році.
Після успішного здійснення «якобітського компромісу» у шотландській церкві (відновлення єпископату й підпорядкування церковної ієрархії королю), король Яків VI, багато в чому під впливом англійської церкви, перейшов до реформування пресвітеріанського богослужіння, прагнучи наблизити його до обрядів, прийнятих в Англії. У 1617 році, під час поїздки Шотландією, король виступив з пропозицією введення п'яти нових елементів до літургії:
- колінопреклоніння під час причастя;
- святкування Різдва;
- особистий обряд причастя;
- особистий обряд хрещення;
- конфірмація.

«П'ять статей» короля Якова VI були сприйняті у шотландському суспільстві як спроба реставрації католицьких обрядів і спричинили бурю невдоволення. Вони зачіпали не лише духовенство, але й простих парафіян, які за десятиліття панування пресвітеріанської релігії переконались в істинності її догматів та обрядів. Генеральна асамблея шотландської церкви відкинула статті у листопаді 1617 року. Роздратований король скликав у Перті нову «національну асамблею» зі своїх прибічників, яка незначною більшістю затвердила законопроєкт, що отримав назву «П'яти статей».
Це’ крок став серйозною помилкою Якова VI, оскільки на хвилі невдоволення королівськими нововведеннями почав складатись новий опозиційний королю рух у шотландському суспільстві. Усвідомлюючи це, Яків, домігшись у 1621 році затвердження «Пертських статей» парламентом країни, не став наполягати на їх неухильному дотриманні. Обережна політика, ідеологом якої став архієпископ Сент-Ендрюський Джон Споттісвуд, дозволила тимчасово утримати рівновагу у шотландському суспільстві. Однак, після вступу на престол Карла I церковна політика королівської влади стала більш прямолінійною, що у 1638 році спричинило загальнонаціональне повстання в Шотландії. Генеральна асамблея повсталої Шотландії у 1638 році скасувала дію «П'яти статей».
Після Реставрації Стюартів у 1660 році «П'ять статей» знову набрали чинності, однак фактично ігнорувались шотландською церквою.